# Regnbågslorikit
För fågelarten Trichoglossus haematodus, se kokoslorikit.
Regnbågslorikit (Trichoglossus moluccanus) är en fågel i familjen östpapegojor inom ordningen papegojfåglar.

## Utseende
Regnbågslorikiten är en stor lorikit med mycket färgglad fjäderdräkt. Den har ett rött bröst, blått eller svart på buk och huvud samt en röd näbb. Ovansidan är i övrigt grön. Den överlappar inte i utbredning med orangehalsad lorikit som dessutom har tydligt orange på bröstet och halsen.

## Utbredning och systematik
Regnbågslorikit delas in i två underarter med följande utbredning:
- T. m. septentrionalis – Kap Yorkhalvön i norra Australien
- T. m. moluccanus – övriga Australien, inklusive Tasmanien

## Levnadssätt
Regnbågslorikiten är en välbekant fågel som hittas i en rad olika miljöer, även stadsnära. Kvällar och tidiga morgnar kan den samlas i mycket stora och ljudliga flockar.

## Status och hot
Arten har ett stort utbredningsområde, men tros minska i antal, dock inte tillräckligt kraftigt för att den ska betraktas som hotad. Internationella naturvårdsunionen IUCN listar arten som livskraftig (LC).